# Den hemmelighedsfulde ø (film fra 1961)
Den hemmelighedsfulde ø (Mysterious Island) er en amerikansk-engelsk adventurefilm fra 1961, instrueret af Cy Endfield. Den er bygget over den ofte filmatiserede roman Den hemmelighedsfulde ø af Jules Verne. Filmen fungerer som en uofficiel fortsættelse til En verdensomsejling under havet fra 1954.

## Handling
Filmen handler om en lille gruppe amerikanske soldater, der 1865 havner på en mystisk ø, hvor de trues af bl.a. en kæmpekrabbe, en kæmpebi, en forhistorisk kæmpefugl og en gigantisk blæksprutte. De overfaldes af pirater, men reddes af selveste kaptajn Nemo (Herbert Lom) og må til sidst flygte fra et vulkanudbrud.
Den hemmelighedsfulde ø har holdt sig populær som en dramatisk og underholdende eftermiddagsforestilling. Blandt cineaster er den kultdyrket for Ray Harryhausens stop-motion-effekter og Bernard Herrmanns musik.

## Eksterne Henvisninger
- Den hemmelighedsfulde ø på Internet Movie Database (engelsk)
- Den hemmelighedsfulde ø i Svensk Filmdatabas (svensk)
- Den hemmelighedsfulde ø på AlloCiné (fransk)
- Den hemmelighedsfulde ø på MovieMeter (nederlandsk)
- Den hemmelighedsfulde ø på AllMovie (engelsk)
- Den hemmelighedsfulde ø hos American Film Institute (engelsk)
- Den hemmelighedsfulde ø hos British Film Institute (engelsk)
- Den hemmelighedsfulde øs profil hos Encyclopædia Britannica Online (engelsk)
- Den hemmelighedsfulde ø på Turner Classic Movies (engelsk)
- Den hemmelighedsfulde ø på The Movie Database (engelsk)